# Lishanna Ilves
Lishanna Ilves (* 29. Mai 2000 in Koeru) ist eine estnische Leichtathletin, die sich auf den Weitsprung spezialisiert hat.

## Sportliche Laufbahn
Erste internationale Erfahrungen sammelte Lishanna Ilves beim Europäischen Olympischen Jugendfestival (EYOF) 2015 in Tiflis, bei dem sie mit einer Weite von 5,30 m in der Qualifikationsrunde ausschied und mit der estnischen 4-mal-100-Meter-Staffel in 48,63 s den siebten Platz belegte. Im Jahr darauf schied sie dann auch bei den erstmals ausgetragenen Jugendeuropameisterschaften ebendort mit 5,44 m in der Vorrunde aus und bei den U20-Europameisterschaften 2019 in Borås verpasste sie mit 5,91 m ebenfalls den Finaleinzug. 2021 belegte sie bei den U23-Europameisterschaften im heimischen Tallinn mit 6,42 m den sechsten Platz.
2021 wurde Ilves estnische Meisterin im Weitsprung.

## Persönliche Bestleistungen
- Weitsprung: 6,66 m (+0,9 m/s), 27. Juni 2021 in Tallinn
  - Weitsprung (Halle): 6,33 m, 25. Februar 2021 in Geneva